# Madone de Montefiore
La Madone de Montefiore (Madonna di Montefiore) est une peinture à la détrempe et à l'or sur panneau de bois de 180 × 65 cm datant d'environ 1471 réalisée par Carlo Crivelli, et conservée aux musées royaux des Beaux-Arts de Belgique. elle est signée CAROLVS CRIVELLVS VENETVS PINSIT.
C'est le compartiment central du polyptyque démembré de Montefiore dell'Aso.

## Histoire
Le polyptyque, qui se trouvait autrefois dans l'église San Francesco de Montefiore dell'Aso, a été démembré au XIXe siècle et, à l'exception des parties restées à Montefiore (voir Triptyque de Montefiore), il a été remis à l'antiquaire romain Vallati en 1858 et dispersé dans divers musées et collections. Les panneaux de la Madone et du Saint François d'Assise ont été vendus au musée de Bruxelles en 1862.
Mentionné dans une monographie sur le peintre pour la première fois en 1900 par Rushforth (qui ne mentionne cependant pas le polyptyque), l'œuvre est reconnue par Piero Zampetti en 1952 et juxtaposée aux autres compartiments, suivie d'une étude de Federico Zeri en 1961.

## Description et style
Comparée aux autres Madones de Crivelli et aux mêmes saints du polyptyque, cette Vierge en majesté, apparaît plutôt sobre. Assise sur un trône de marbre aux lignes simples, Marie est projetée vers l'avant par un simple drapé tombant le long de son  dos. La forme semi-circulaire de la plate-forme, en perspective plongeante, accentue ce sentiment d'artificialité spatiale.
La Vierge est vêtue d'une robe rose qui ondule avec de profonds plis, maintenue à la taille par la gaine et ornée de broderies d'or et de perles sur la poitrine. Portant une couronne, elle est couverte d'un lourd manteau vert foncé, avec une broderie dorée qui représente probablement une grenade stylisée. Elle a la tête allongée et porte, sous la couronne ornée de bijoux et de perles, un double voile, semi-transparent et blanc avec des broderies et des franges. La couronne est ornée de trois hautes fleurs ornées de bijoux, qui rappellent les armoiries de la municipalité de Montefiore dell'Aso.
L'Enfant est debout en équilibre sur ses jambes, les bras croisés, tenu par les mains de sa mère dont il cherche tendrement le regard. Il porte une tunique ouverte et un vêtement léger et transparent. Les deux personnages divins portent chacun une auréole circulaire dorée pleine et décorée.
Comme dans d'autres œuvres de l'artiste, le point d'appui de la composition se trouve dans les mains, en l'occurrence celles de Marie, longues et effilées, traversées de tendons et de veines, dans un geste à la fois simple et théâtral.

## Source de traduction
- (it) Cet article est partiellement ou en totalité issu de l’article de Wikipédia en italien intitulé « Madonna di Montefiore » (voir la liste des auteurs).